# 2XKO
2XKO è un videogioco picchiaduro ancora in fase di sviluppo da Riot Games. Il gioco è uno spin-off di League of Legends. La sua pubblicazione è prevista nel 2025 per PlayStation 5, Windows e Xbox Series X/S.

## Modalità di gioco
2XKO è un picchiaduro a squadre 2v2 in cui i giocatori selezionano due personaggi dell'universo di League of Legends. Il gioco enfatizza il lavoro di squadra strategico, consentendo ai giocatori di passare dal loro personaggio principale (Point) a quello secondario (Assist) utilizzando un sistema di tag. I giocatori possono muovere i loro personaggi con comandi direzionali standard.
Il gioco include scatti, salti e manovre aeree per migliorare la mobilità. Lo schema di controllo prevede attacchi leggeri, medi e pesanti, ed ogni personaggio è dotato sia di mosse normali che di attacchi speciali unici eseguibili tramite specifiche combinazioni di input direzionali e pulsanti di attacco. Le super, mosse più potenti che consumano il misuratore, possono essere eseguite premendo due volte un pulsante di mossa speciale. Il sistema di tag consente ai giocatori di passare tra i loro personaggi Point e Assist con una stretta di mano, consentendo combo dinamiche e gioco strategico. I giocatori possono chiamare il loro Assist per supporto o passare a loro per continuare una combo.
Il gioco include varie opzioni difensive per migliorare il gameplay. I giocatori possono bloccare gli attacchi in arrivo trattenendo l'input direzionale o utilizzando il pushblocking, una meccanica che consente di spingere via l'avversario, creando spazio e interrompendone l'attacco. I giocatori abili possono anche parare gli attacchi, annullare i danni e creare opportunità per contrattaccare. Ogni personaggio ha abilità e stili di gioco differenti: Ahri è nota per la sua mobilità e capacità di zoning, Darius è un combattente a medio raggio con attacchi brutali ed Ekko usa la manipolazione del tempo per mosse complesse e imprevedibili; il sistema Fuse consente ai giocatori di personalizzare sinergie e stili di gioco del loro duo, aumentando la profondità strategica e consentendo ai giocatori di adattare la composizione della loro squadra allo stile di gioco che preferiscono. 2XKO dispone di varie modalità di gioco, tra cui la modalità Arcade, in cui i giocatori possono combattere contro una serie di avversari controllati dall'IA, la modalità Versus, che consente ai giocatori di competere tra loro localmente o online, e la modalità Training, che fornisce uno spazio ai giocatori per mettere in pratica le loro mosse e combo.

## Personaggi
Al momento del rilascio il gioco avrà 10 personaggi giocabili, mentre altri saranno aggiunti come contenuto post-lancio.
- Ahri
- Braum
- Darius
- Ekko
- Illaoi
- Jinx
- Yasuo
- Vi

## Sviluppo
Il gioco è stato inizialmente annunciato come Project L e successivamente ribattezzato 2XKO. È stato sviluppato da Riot Games nei suoi studi di Los Angeles e San Francisco - compagni precedentemente nota come Radiant Entertainment - e previsto per il rilascio nel 2025 per Windows, PlayStation 5 e Xbox Series X/S.